# 46 minut Sodomy
46 minut Sodomy – piąty album studyjny polskiego zespołu Afro Kolektyw, wydany 21 października 2014 roku nakładem oficyny Universal Music Polska. Płyta została nagrana na tzw. „setkę” (muzycy grają na żywo, bez poprawek), według zespołu stanowi „tryptyk z pijaństwa, rozpaczy i poezji”. Po jej wydaniu grupa rozpadła się, a reaktywowała dopiero w roku 2022.
Nagrania zostały zarejestrowane i zmiksowane w Custom34 Studio, natomiast mastering odbył się JG Master Lab.

## Lista utworów
Opracowano na podstawie materiału źródłowego.
1. „Aaaureola” – 3:34
2. „Najgorsza sobota w życiu” – 3:29
3. „Ostatnie wyjście z szafy” – 4:20
4. „Horyzontalni / XYU” – 4:29
5. „Półskończona” – 2:40
6. „Ochroniarzem być” – 4:39
7. „Po co” – 3:21
8. „Gdybyśmy rządzili światem” – 3:32
9. „Tak sobie tłumacz” – 4:38
10. „Bananowe drzewa” – 2:44
11. „Radio zielone oczy Marysi” – 3:50
12. „Pijany mistrz” – 4:38
13. „Zwei koniak system” – 3:53

## Twórcy
Opracowano na podstawie materiału źródłowego.
- Michał „Afrojax” Hoffmann – wokal, słowa, kompozycje (5, 7–8)
- Michał Szturomski – gitara akustyczna, gitara elektryczna, wokal wspierający, kompozycje (4, 6, 12)
- Rafał Ptaszyński – gitara basowa, wokal wspierający, kompozycje (2–3)
- Remigiusz „Remek” Zawadzki – akordeon, perkusjonalia, wibrafon, kompozycje (1, 10–11)
- Stefan Głowacki – kompozycje (9)
- Jacek Gawłowski – miksowanie, mastering
- Piotr Łukaszewski – realizacja nagrań
- Justyna Kabala – wykonanie obrazu
- Marlena Stawarz – oprawa graficzna